# Martinsellus signatus
Martinsellus signatus là một loài bọ cánh cứng trong họ Cerambycidae.